# Fleischmann László
Fleischmann László (Tahitótfalu, 1878. március 4. – Budapest, 1962. július 4.) orvos, fül-orr-gégész, egyetemi tanár, az orvostudományok doktora (1952).

## Élete
Fleischmann József (1827–1906) magánzó és Büchler Borbála fia. Tanulmányait a Budapesti Tudományegyetemen végezte, ahol 1902-ben szerezte meg orvosi oklevelét. 1902–1905-ben a budapesti I. számú kórbonctani intézetben dolgozott, majd egyetemi ösztöndíjjal Bécsbe ment és ott a magyar származású Politzer Ádám professzor klinikáján dolgozott. Miután hazatért, a Bőke Gyula vezetése alatt álló Fülgyógyászati Klinika első tanársegéde lett. 1910-ig maradt az intézményben. Ezt követően az Újpesti Gyermekkórház fül-orr-gégészeti osztályának főorvosaként dolgozott 1915-ig. Az első világháborúban a mozgósítástól kezdve a leszereléséig részben Budapesten, részben a harctéren Bukovinában és Galíciában ezredorvosi minőségben teljesített szolgálatot. 1919 novemberétől a Budapesti Szeretetkórházban, majd 1930-tól a Pesti Izraelita Hitközség Szabolcs utcai Kórházának fül-orr-gége osztályán működött főorvosként. 1946-ban magántanári képesítéssel, 1947-ben címzetes rendkívüli tanári címmel tüntették ki. 1947. szeptember 1-től 1961. január 1-jén történt nyugdíjazásáig a Péterfy Sándor Utcai Kórház főorvosa volt. Fő kutatási területei az otoneurológia, a fülsebészet. Az otosclerosis műtéti megoldásaival foglalkozott, és Magyarországon elsőként végzett ilyen műtétet.
A Magyar Izraeliták Országos Képviseletének és a Budapesti Izraelita Hitközségnek díszelnökévé választották.
A Kozma utcai izraelita temetőben nyugszik (5B-7-2).

## Családja
Felesége Bretschneider Lenke (1888–1981) volt, akivel 1908. május 28-án Budapesten kötött házasságot.
Gyermeke
- Fleischmann Ágnes (1911–?). Férje Förstner Béla (1898–?) orvos (elváltak).

## Főbb művei
- Bakteriologiai vizsgálatok a fülgyógyászat köréből (Budapest, 1903)
- Otogen septicaemia és pyaemia esetei (Budapest, 1904)
- Újabb irányok a fülsebészetben (Therapia, 1929)
- A hallószerv baleseti sérülései és azok véleményezése (Budapest, 1936)
- Az otosklerosis pathologiája és therapiája (Budapest, 1942)
- Az otogen meningitis operativ kezeléséről (Budapest, 1945)
- A Ramadier műtétről operált esetek kapcsán (Budapest, 1946)
- A pyramiscsúcs osteomyelitiséről (Budapest, 1947)
- Bevezetés az otoneurológiába, különös tekintettel a vestibuláris szédülésre (Budapest, 1952)
- Sinusthrombosis kapcsán fellépő koponyaüri keringési zavarokról (Budapest, 1958)

## Díjai, elismerései
- Signum Laudis
- Vöröskereszt II. osztályú díszjelvénye hadiékítménnyel (1915)
- Kiváló Orvos (1951)
- Munka Érdemrend (1958; 1960)